# Mžany
Mžany (německy Mschan) jsou obec v okrese Hradec Králové v Královéhradeckém kraji, necelých patnáct kilometrů severozápadně od Hradce Králové. Žije zde 446 obyvatel.

## Historie obce
První písemná zmínka o vesnici pochází z roku 1404.

## Přírodní poměry
Vesnice stojí ve Východolabské tabuli. Jihovýchodně od ní protéká řeka Bystřice, jejíž tok zde je součástí přírodní památky Bystřice.

## Části obce
- Mžany
- Dub
- Stračovská Lhota

## Pamětihodnosti
- Pomník padlým ve světových válkách
- Tři pomníky z války roku 1866
- Kaplička Panny Marie Lurdské se studánkou a dvojicí památných lip v polích asi půl kilometru jižně od vsi

## Galerie

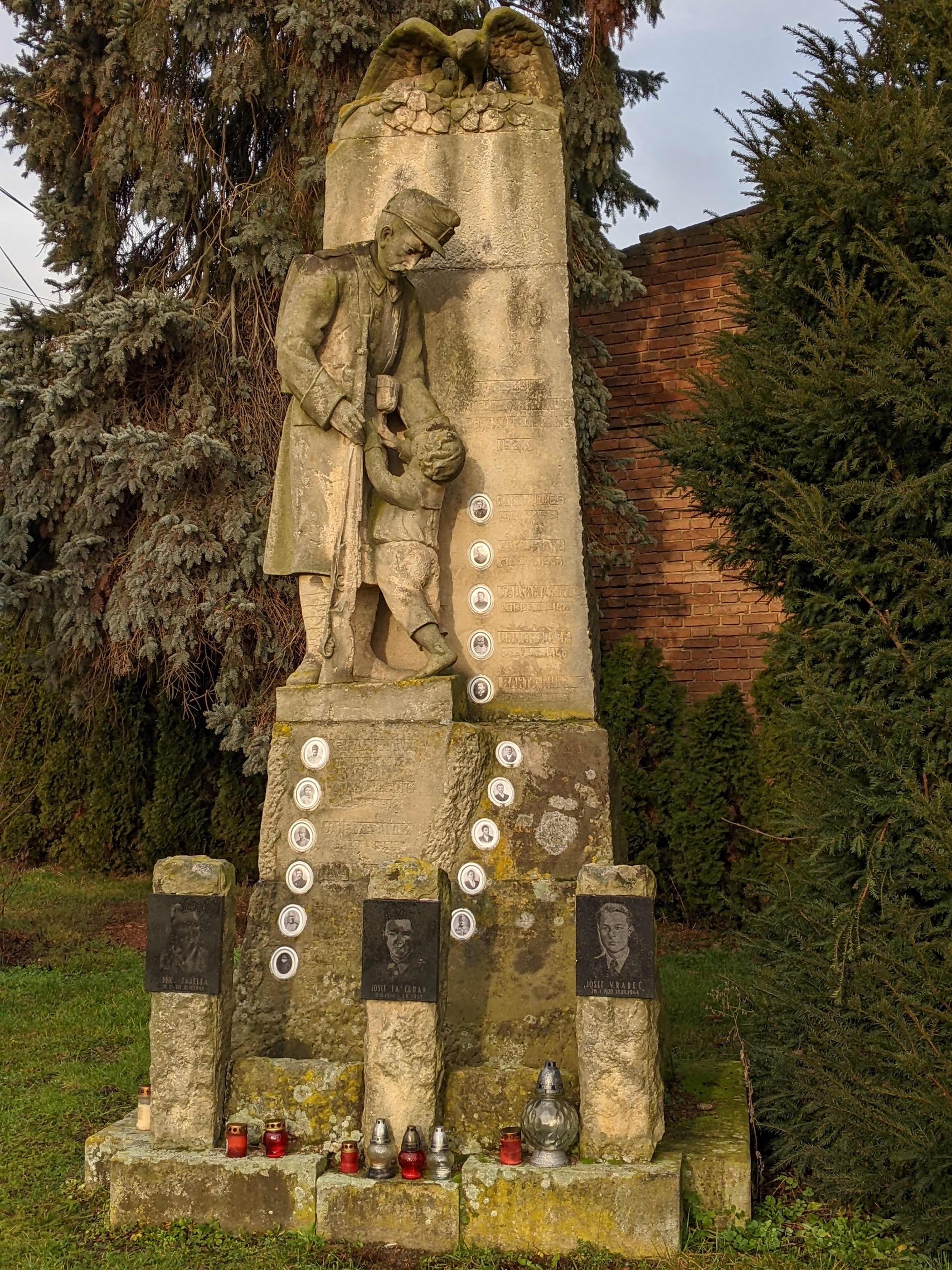
Pomník padlým ve světových válkách
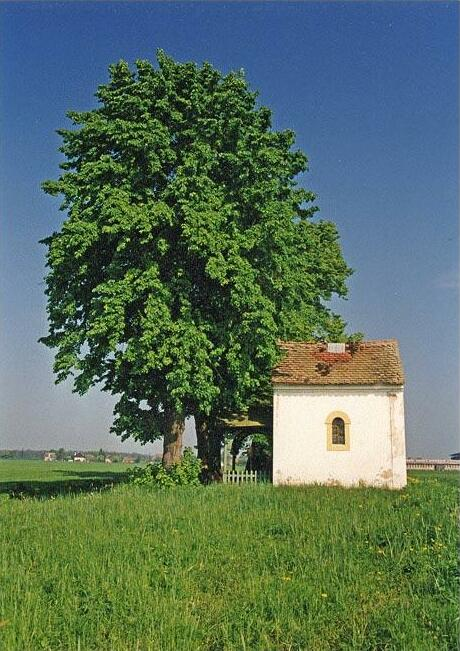
Kaplička a památné lípy
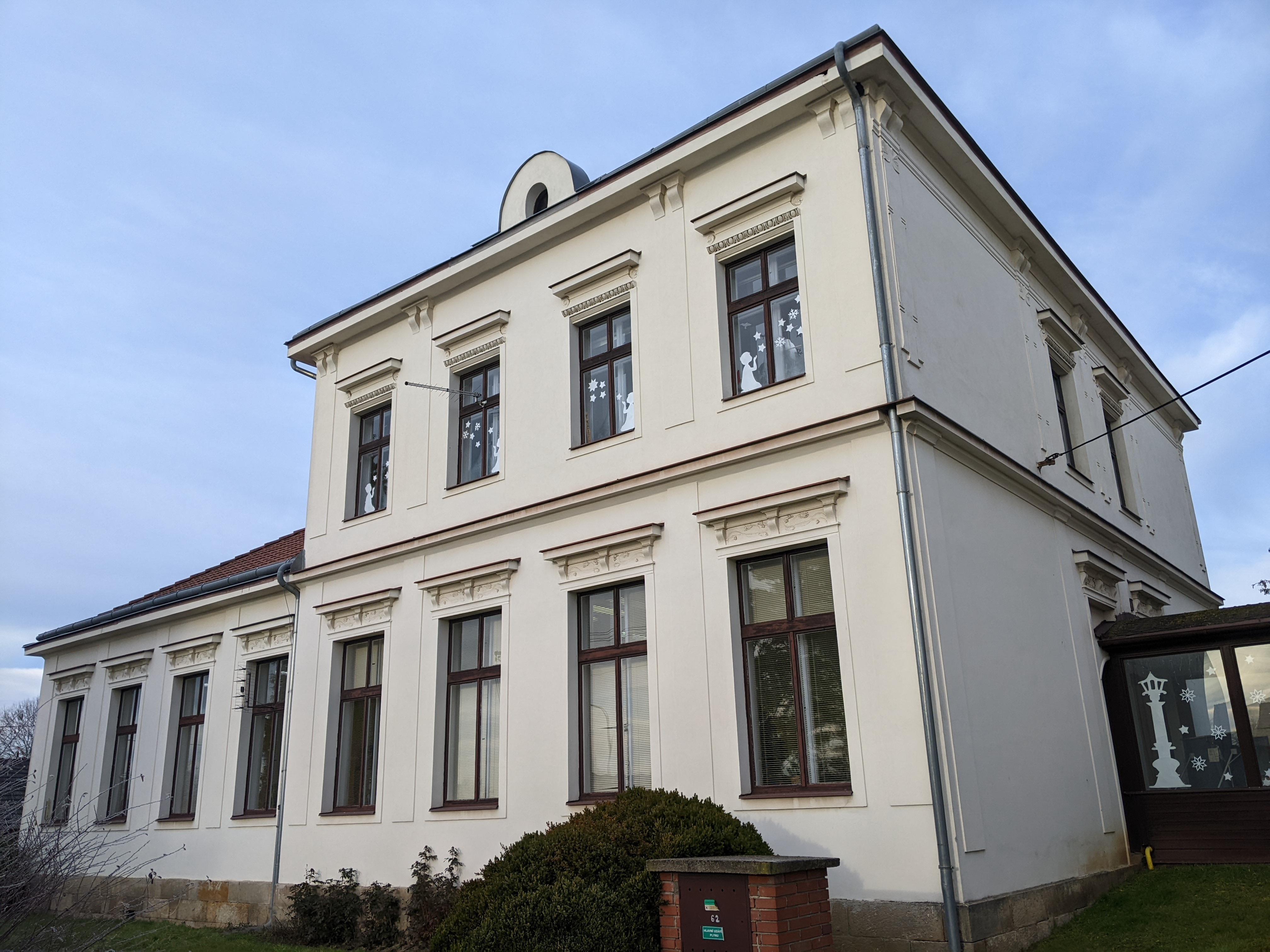
Základní škola
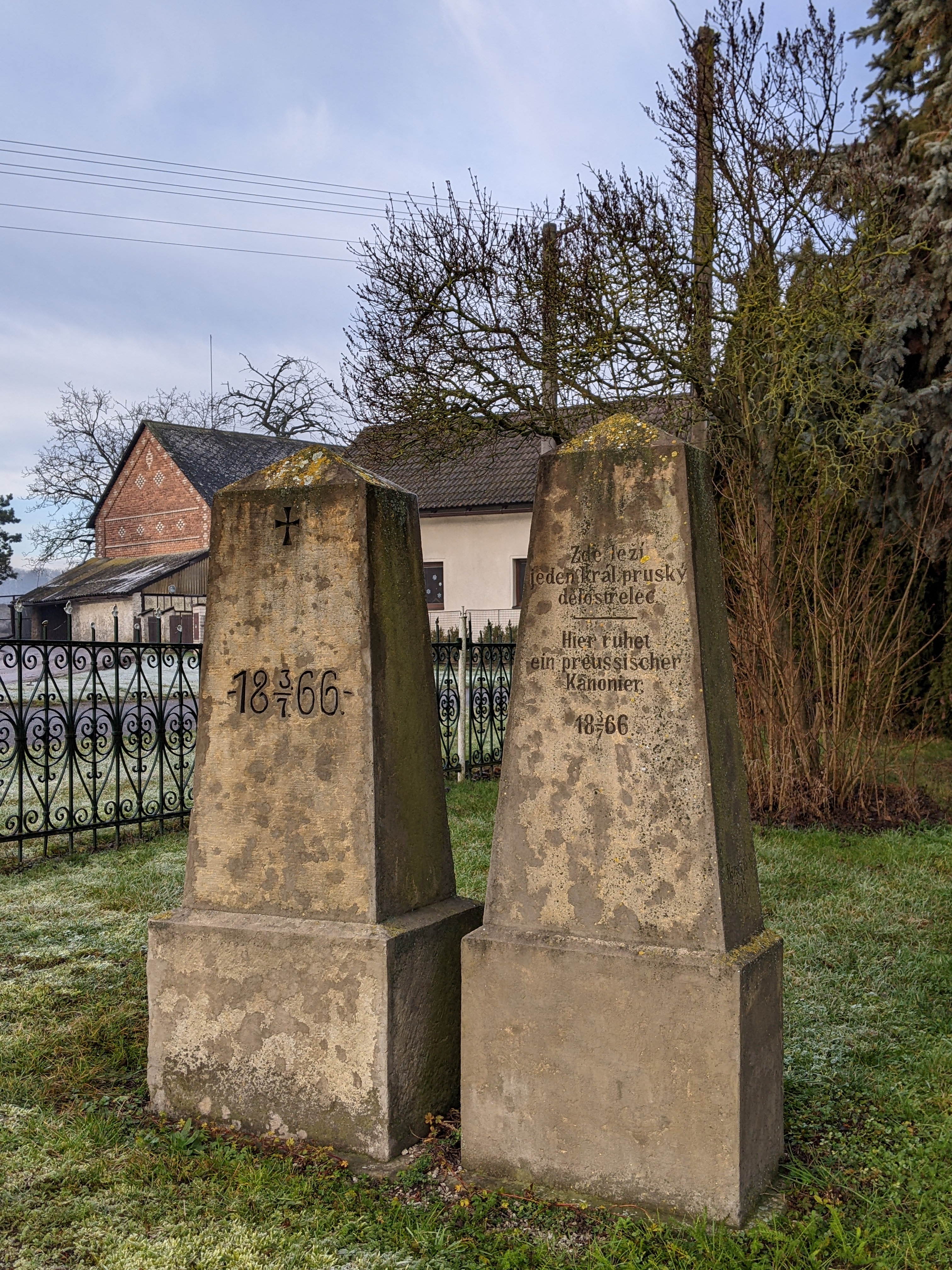
Pomníky z války roku 1866